# Liste alphabétique d'écrivains marocains
 (décembre 2012).
Cette page liste des auteurs et écrivains d'expressions arabe, berbère, française et espagnole marocains dans tous les genres.

## Liste alphabétique

### A
- Amyne E.Qasem
- Mohammed ibn Hajj al-Abdari al-Fasi
- Mohammed al-Abdari al-Hihi
- Jamila Abitar (1969)
- Leila Abouzeid

- Abu al-Abbas as-Sabti
- Abu Imran al-Fasi
- Mohammed Achaari
- Issa Aït Belize
- Lotfi Akalay
- Mohammed Akensus
- Mohammed ibn Mohammed Alami
- Mohammed ibn al-Tayyib al-Alami
- Idriss ibn al-Hassan al-Alami
- Mourad Alami
- Kaddour El Alamy
- Meryem Alaoui (en) (1977-)
- Ahmad al-Tayyeb al-Aldj
- Isaac Alfasi
- Tewfik Allal
- Ali Amar
- Hanania Alain Amar
- Youssef Amghar
- Kebir Mustapha Ammi
- Idriss al-Amraoui
- Najib El Aoufi
- Muhammad al-Arabi al-Darqaoui
- Robert Assaraf
- Ahmed Assid
- Malika Assimi
- Muhammad Awzal
- Nabil Ayouch
- Ali Azaykou
- Hajar Azell (1992-)
- Saphia Azzedine
- Lahoussine Amzil

### B
- Khalid Benslimane
- Souâd Bahéchar
- Leïla Bahsaïn
- Abdellah Baïda
- Latifa Baka
- Ahmed Abdessalam el-Bakkali
- Ahmed Abdelmalik Bakkali
- Laarbi Batma
- Mohammed al-Baydhaq
- Mohamed Hamadi Bekouchi
- Hafsa Bekri-Lamrani
- Sidi Miloud Bel Asri
- Abdelkarim Belkassem
- Abdeslam Benabdelali
- Abdelaziz Benabdallah
- Jalil Bennani
- Souleïman Bencheikh (1980-)
- Siham Benchekroun
- Rajae Benchemsi
- Halima Ben Haddou
- Kamal Benkirane
- Abdelmajid Benjelloun
- Tahar Ben Jelloun
- Abdelouahid Bennani
- Mohammed Bennis
- Khnata Bennouna
- Abdullah Bennouna
- David Bensoussan
- Mohammed Berrada
- Omar Berrada
- Nur Ed-Din Al Betrugi
- Mohamed Bidi
- Mahi Binebine (1959-)
- Mohamed Ibrahim Bouallou
- Mohamed Boughali
- Abdellah Bounfour
- Ali Bourequat
- Hassan Bourkia
- Abdelhadi Boutaleb
- Mano Bouzamour
- Ahmed Bouzfour
- Saïd Bouzid[1]
- Al-Yazid al-Buzidi Bujrafi

### C
- Fatéma Chahid
- Abou Hassan al-Chadhili
- Mohamed Chafik
- Nadia Chafik
- Mohamed Choukri
- Driss Chraïbi
- Ghizlaine Chraibi
- Mohamed Chacha

### D
- Réda Dalil (1978)
- Zakya Daoud
- Mohamed Ben Abdelaziz Debbarh
- Farida Diouri
- Driss C jukatan

### E
- Youssouf Amine Elalamy(1961-)
- Sanaa El Aji (1977-)
- André Elbaz (1934-)
- El Alami El Khammar (1956-)
- Edmond Amran El Maleh (1917-2010)

### F
- Youssef Fadel
- Allal El Fassi (1910-1974)
- Malika El Fassi (1920-2007)
- Abd al-Rahman al-Fasi (1631-1685)
- Halima Ferhat (?)
- Abd al-Aziz al-Fishtali (1549-1621)
- Mohamed El Habib El Forkani (1922-2008)

### G
- Mohamed Grou (1966-)
- Mohammad al-Khammar al-Gannouny (1938-1991)
- Hakim El Ghissassi (?)
- Abdullah al-Ghumari (1910-1993)
- Abdelkrim Ghallab (1919-2006)
- Abdellah Guennoun (?)
- Maria Guessous (1973)
- Soumaya Naamane Guessous (?)

### H
- Mohammed Aziz El-Hababi (1922-1993)

- Mouna Hachim (1967-)
- Ali Haddani (1936-2007)
- Allal El Hajjam (1948-)
- Jalal El Hakmaoui (1965-)
- Ahmed Harrak Srifi (-1925)
- Mohammed al-Harraq al-Alami (1772-1845)
- Sulayman al-Hawwat (1747-1816)
- David Hassine (1722-1792)
- Moulay Hicham El Alaoui (1964-)
- Ben Salem Himmich (1947-)
- Leïla Houari (1958-)
- Abdellatif Hssaini (1979-)

### I
- Ahmad ibn Ajiba (1746-1809)
- Ismail ibn al-Ahmar (1387-1406)
- Ibn al-Banna al-Marrakushi (1256-1321)
- Muhammad Ibn al-Habib (1876-1972)
- Ahmad Ibn al-Qadi (1553-1616)
- Ibn al-Wannan (-1773)
- Ibn Bajjah (-1138)
- Ibn Battuta (1304–1377)
- Abū Abd Allah Muhammad ibn Idhari
- Ahmad Ibn Idris al-Fasi (1760-1837)
- Ibn Hirzihim (-1164)
- Ibn Juzayy (1321-1357)
- Muhammed ibn Qasim Ibn Zakur (?)
- Mohammed ibn Tumart (c.1080-1130)
- Ibn Zaydan (1873-1946)
- Abdellatif Idrissi (1957-)
- Mohamed al-Idrisi (1099-1165)
- Mohammed al-Ifrani (1670-1745)
- Qadi Iyad ibn Moussa (1083-1149)

### J
- Souad Jamaï
- Muhammad al-Jazuli (-1465)
- Muhammad ibn Jaafar al-Kittani (-1927)
- Mohammed Abed El Jabri (1935-2010)
- Salim Jay (1951-)
- Driss Jaydane (1970-), philosophe, essayiste
- Abderrafi Jouahri (1943-)
- Mustapha Jmahri (1952-)

### K
- Maati Kabbal (né en 1954)
- Abdellah Karroum, (1970-)
- Mohammed Khaïr-Eddine (1941-1995)
- Rachid Khaless (1966-)
- Abdelkrim El Khattabi
- Rita El Khayat (1944-)
- Driss El Khouri (?)
- Mohammed Kaghat (1942-2001)
- Abdelkebir Khatibi (1938- 2009)
- Abdelfattah Kilito (1945-)
- Jean-Pierre Koffel (1932-2010)
- Driss Ksikes (1968 - )

### L
- Abdellatif Laabi (1942-)
- Hind Labdag
- Mohammed Aziz Lahbabi (1922-1993)
- Leila Lahlou
- Hafida Lhor (1962-2012)
- Laila Lalami (1968-)
- Thami Lamdaghri (-1856)
- Wafaa Lamrani (1960-)
- Rida Lamrini (1948-)
- Ismail Lamrini (1990-)
- Fouad Laroui (1958-)
- Abdallah Laroui (1933-)
- Mohamed Leftah (1946-2008)

### M
- Rachida Madani (1951)
- Ahmed al-Madini (1949-)
- Said Mellouki (né en 1951)
- Abderrahman El Mejdoub (-1569)
- Edmond Amran El Maleh (1917– )
- Abdelouahab Benmansour (1920-2008)
- Abdelwahid al-Marrakushi (1185-)
- Al-Masfiwi (?)
- Ahmed Mohammed al-Maqqari (c. 1591-1632)
- Ahmad ibn Khalid al-Nasiri (1835-1897)
- Khadija Marouazi (1961-)
- Ahmed Mejjati (1936–1995)
- Haïfa Menchaoui
- Saida Menebhi (1952-1977)
- Fatima Mernissi (1940-2015)
- Mohamed Métalsi (1954-)
- Khalil Mgharfaoui (1962)
- Noureddine Mhakkak
- Layid Moha (1945-)
- Souag Moha (1949-)
- Khadija Mohsen-Finan
- Maâti Monjib (1960-)
- Zaghloul Morsy (1933-)
- Abderrahim Mouadden (1948-)
- Khireddine Mourad (1950-)
- Mohammed Mrabet (1936-)
- Mohammed Marouazi (Jdidi) (1941-)
- Muhammad al-Muqri (1851-1957)
- Mohamed El Jerroudi (1950)
- Mouad Moutaoukil (1997-)

### N
- Mririda n’Ait Attik (c.1900-c.1940)
- Omar Nasiri (1967-)
- Badia Hadj Nasser (1938-)
- Driss Nakouri (?)
- Mohamed Nedali (1962-)
- Mostafa Nissaboury (1943-)

### O
- Rachid O (1970-)
- Hamza Ben Driss Ottmani (1940-2012)
- Malika Oufkir (1953-)
- Raouf Oufkir (1957-)
- Touria Oulehri (?)
- Mohamed Ousfour (1926-)

### Q
- Bachir Qamari (1951-)
- Ahmad Ibn al-Qadi (1553-1616)
- Muhammad al-Qadiri (1712-1773)

### R
- Fouzia Rhissassi (1947-)
- Mohammed ibn Amr al-Ribati (-1827)
- Ibn Abbad al-Rundi (1333-1390)
- Salih ben Sharif al-Rundi (1204-1285)

### S
- Mohamed Sabila (?)
- Abdelhadi Said (1974)
- Abi Mohammed Salih (1153-1234)
- Amale Samie (1954)
- Noufissa Sbaï
- Tayeb Seddiki (1938-2016)
- Ahmed Sefrioui (1915-2004)
- Mohamed Serghini (1930)
- Abdelhak Serhane (1950-)
- Mohamed Sibari (1945-)
- Fouad Souiba (1963-)
- Mohamed Sijelmassi (1932-2007)
- Mohammed Allal Sinaceur
- Ali Skalli (1927-2007)
- Skirej (?)
- Leïla Slimani (1981)
- Al-Suhayli (1114-1185)
- Moha Souag (1949-)
- Aziz Stouli

### T
- Abdelkarim Tabbal (1931-)
- Abdellah Taïa (1973-)
- Hemmou Talb (?)
- Hicham Tahir (1989-)
- Mohammed Tamim (1958-)
- Boutaina Tawil (?)
- Abdelhadi Tazi (1921-)
- Mohamed Azeddine Tazi (1948)
- Bahaa Trabelsi (1968)
- Ahmed Toufiq (1943-)
- Ahmed Torbi (1952-2004)

### W
- Tuhami al-Wazzani (1903-1972)

### Y
- Said Yaktine (?)
- Nadia Yassine (1958-)
- Abu Ali al-Hassan al-Yusi (1631-1691)

### Z
- Mohamed Zafzaf (1943-2001)
- Ibn Abi Zar (-ca.1315)
- Omar Zanifi
- Ahmad Zarrouq (1442-1493)
- Abu al-Qasim al-Zayyani (1734/35-1833)
- Abderrahmane Zenati (1943)
- Maria Zaki (1964)
- Abdallah Zrika (1953)
- Mohamed Zniber (1923-1993)